# Miastko
Miastko  (udtale: [ˈmʲastkɔ], kashubisk: Miastkò; tysk: Rummelsburg),  er en by  i den  vestlige del af voivodskabet Pommern i det nordlige Polen. Den har   9.491(2023)  indbyggere og et areal på 5,68 km², og er administrationsby i powiatet (amt) Bytów.

## Historie
Spor af menneskelig bosættelse af pommersk- og wielbark kulturer og fra  tidlig romersk  og tidlig middelalder blev opdaget under arkæologisk udgravninger i Miastko. Området blev en del af den nye polske stat under dens første historiske hersker Mieszko 1. i det 10. århundrede. Efter fragmenteringen af Polen udgjorde det en del af forskellige mindre hertugdømmer, herunder Hertugdømmet Słupsk fra 1368 og Hertugdømmet Pommern fra 1478.
Fra det 18. århundrede var den en del af Kongeriget Preussen, inden for hvilket den tilhørte Provinsen Pommern.

## Galleri
- Ledniksøen
- Park
- Polsk Nationalmonument
- Rådhus